# Dia dos Veteranos

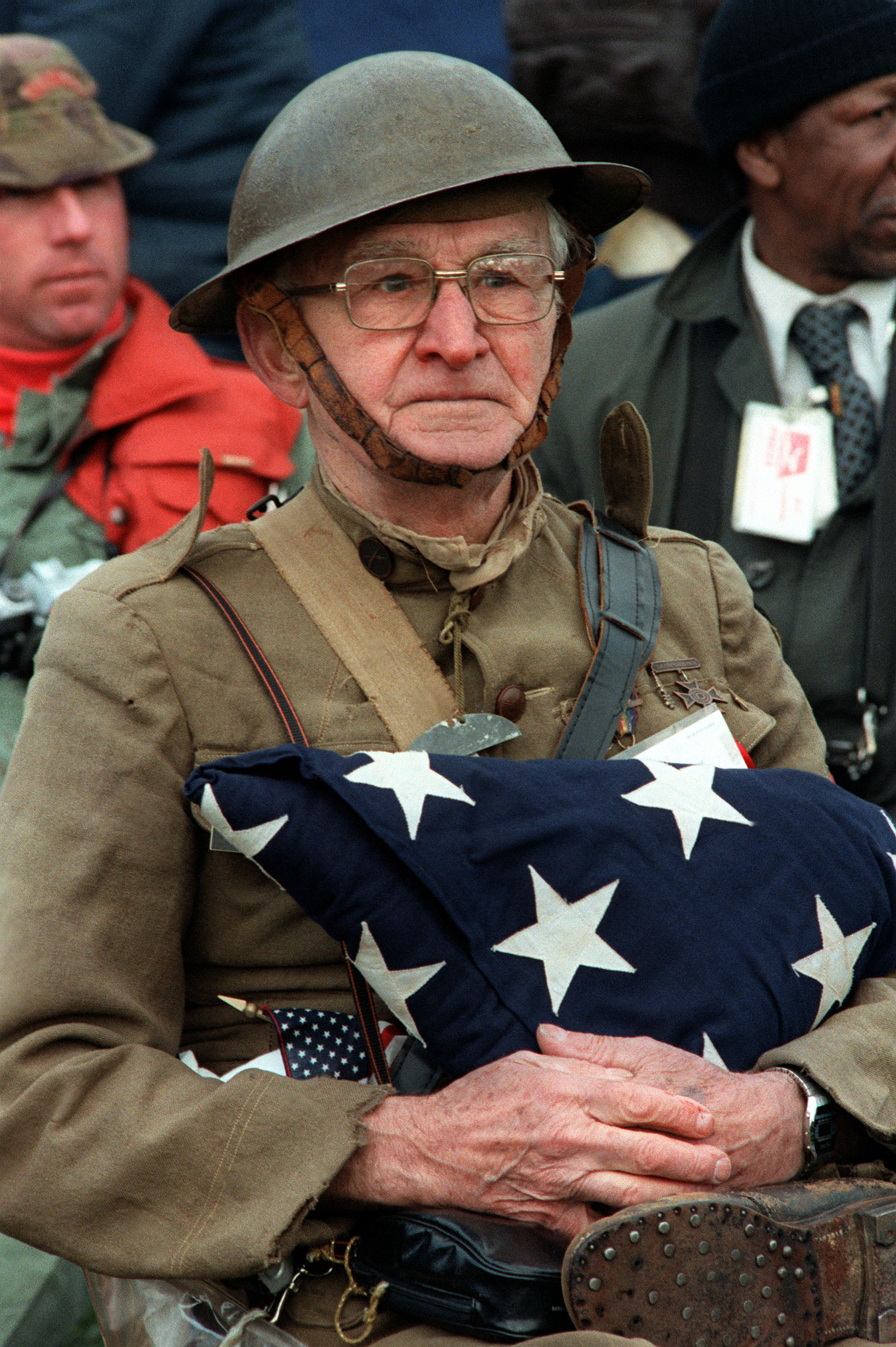
Joseph Ambrose, veterano da I Guerra Mundial na homenagem de 1982 aos caídos na Guerra de Vietname

O Dia dos Veteranos é um feriado nacional nos Estados Unidos no que a população rende homenagem àqueles que têm servido às Forças armadas dos Estados Unidos. A festividade ocorre em 11 de novembro e coincide com outros feriados como o Dia da Lembrança, o qual se celebra a nível internacional o fim da I Guerra Mundial.
Tal dia não deve se confundir com o Memorial Day em que a população recorda aqueles homens e mulheres que faleceram em combate.

## História
O Presidente Woodrow Wilson foi o primeiro político a declarar o 11 de novembro de 1919 o Dia do Armistício depois de assinar com Alemanha o tratado que pôs fim à I Guerra Mundial em 1918.
Para nós, americanos, o dia em que o armistício foi assinado será lembrado com orgulho pelo solene heroísmo daqueles que deram suas vidas pela pátria e pela vitória que nos libertou e por isso agradecemos a oportunidade que você nos dá a Que os Estados Unidos vivam em paz e justiça entre as nações.
Sete anos depois o Congresso redigiu uma resolução em que o 4 de junho de 1926 o Presidente Calvin Coolidge aprova que o 11 de novembro seja celebrado com cerimônias. Em 13 de maio de 1938 foi aprovada a acta constitucional: 52 Stat. 351; 5 Ou.S. Code, Sec. 87a em que tal dia cobra oficialidade segundo as leis do Governo.
Depois de finalizar a II Guerra Mundial, o veterano Raymon Weeks, originário de Birmingham, Alabama sugeriu que no Dia do Armistício incluísse todos os veteranos de qualquer contenda. O General Dwight Eisenhower, que esteve de acordo com a ideia, se encarregou que se criasse o Dia Nacional dos Veteranos. Weeks foi o encarregado de liderar a primeira celebração em 1947 até sua falecimento em 1985 em sua Cidade natal. Em 1982, Ronald Reagan homenageou Weeks com a Medalha Presidencial e nomeou-lhe "Pai do Dia dos Veteranos".
O membro da Câmara de Representantes: Ed Rees apresentou uma emenda para que a festividade fosse aprovada pelo Congresso sendo sancionado em 26 de maio de 1954 por Eisenhower.
Em 1 de junho do mesmo ano, o Dia do Armistício passou a denominar-se "dia dos Veteranos" permanecendo assim até os dias de hoje.

## Observância
Ao ser dia nacional e feriado, os trabalhadores e estudantes têm o dia livre. Em caso de cair em sábado o memorial passa a celebrar-se na sexta-feira ou na segunda-feira se cai em domingo. Segundo uma pesquisa estudada pela Society for Human Resource Management em 2010, 21% da população trabalhadora tinha pensado assistir ao ano seguinte.
Os escritórios da Administração Federal permanecem fechadas como os correios não há atividades.